# Communauté de communes du Pays d'Ambert
La communauté de communes du Pays d'Ambert est une communauté de communes française, située dans le département du Puy-de-Dôme en région Auvergne-Rhône-Alpes.

## Historique
À la suite de la loi no 99-586 du 12 juillet 1999 relative au renforcement et à la simplification de la coopération intercommunale et conformément aux articles L. 5214-1 à 29 du Code général des collectivités territoriales, a été créée la communauté de communes du Pays d'Ambert le 24 décembre 1999 par arrêté préfectoral.
Le projet de schéma départemental de coopération intercommunale (SDCI) du Puy-de-Dôme, dévoilé en octobre 2015, proposait la fusion avec six autres communautés de communes (Haut-Livradois, Livradois Porte d'Auvergne, Pays d'Arlanc, Pays de Cunlhat, Pays d'Olliergues et Vallée de l'Ance), lesquelles accusent une population inférieure à 4 000 habitants ne permettant pas leur maintien en l'état.
Adopté en mars 2016, le SDCI ne modifie pas ce périmètre.
L'arrêté préfectoral du 12 décembre 2016 prononce la fusion des sept communautés de communes précitées. La nouvelle structure intercommunale prend le nom de « communauté de communes Ambert Livradois Forez ».

## Territoire communautaire

### Géographie
La communauté de communes du Pays d'Ambert se situe en plein cœur du parc naturel régional Livradois-Forez. Son territoire se compose de sept communes, Ambert qui en est le siège, Champétières, La Forie, Job, Saint-Ferréol-des-Côtes, Thiolières et Valcivières. la communauté de communes compte 9 388 habitants (population municipale au recensement de 2012), pour une surface totale de 177,80 km2.
La communauté de communes est traversée par deux axes principaux suivants qui se croisent à Ambert :
- la RD 906 rejoignant Thiers et l'A89 (pour l'axe Bordeaux-Lyon), au nord et via différentes routes Brioude (N 102), Le Puy-en-Velay (D 906), Yssingeaux (D 9 Haute-Loire), au sud ;
- la RD 996 rejoignant Montbrison, Saint-Étienne et l'A72 (axe Saint-Étienne - Clermont-Ferrand) à l'est, et via différentes routes, Clermont-Ferrand (D 997), Issoire (D 996), l'A75 (axe Clermont-Ferrand - Montpellier) et l'A71 (axe Clermont-Ferrand - Orléans).

Elle occupe le nord de la plaine sédimentaire d'Ambert ainsi que les coteaux des monts du Livradois à l'est, et la partie ouest des monts du Forez entre Pierre-sur-Haute et le Suc de Montchaud, en passant par le col des Supeyres, pour une altitude minimale de 492 m sur la commune de Job, et pour une altitude maximale de 1 634 m à Pierre-sur-Haute sur cette même commune.
Ainsi une certaine variété de paysages est présente sur le territoire.
- Zone urbaine et bourgs : Ville d'Ambert (ancien centre et urbanisation récente), bourgs de Champétières, La Forie, Job, Saint-Ferréol-des-Côtes, Thiolières et Valcivières.
- Autres zones habitées : village, (hameaux présents sur tout le territoire. Job, compte pour exemple, plus de 100 villages ou hameaux sur sa commune).
- Plaine agricole.
- Forêts de feuillus (étage collinéen)
- Forêts de conifères en moyenne montagne (étage montagnard)
- Lande de moyenne montagne sur les crêtes au-dessus de 1 400 m (étage subalpin). La forêt atteignait plus de 1 500 m d'altitude, et que la présence de landes en dessous de cette altitude est due à l'existence des sociétés agro-pastorales d'antan (déboisement). On observe ainsi la présence de nombreuses jasseries (Hautes Chaumes du Forez).

Le territoire est traversé par une rivière principale, la Dore, affluent de l'Allier, elle-même alimentée par de nombreux ruisseaux et rivières provenant des monts du Forez et des monts du Livradois.

### Composition
La communauté de communes, créée en 2000, groupe sept communes, toutes situées, avant le redécoupage des cantons du département, dans le canton d'Ambert (deux communes du canton étaient non-adhérentes).
| Nom                     | Code Insee | Gentilé          | Superficie (km2) | Population (dernière pop. légale) | Densité (hab./km2) |
| ----------------------- | ---------- | ---------------- | ---------------- | --------------------------------- | ------------------ |
| Ambert (siège)          | 63003      | Ambertois        | 60,48            | 6 794 (2014)                      | 112                |
| Champétières            | 63081      | Champetiérois    | 18,54            | 253 (2014)                        | 14                 |
| La Forie                | 63161      | Forians          | 2,81             | 315 (2014)                        | 112                |
| Job                     | 63179      | Joviens          | 42,68            | 1 034 (2014)                      | 24                 |
| Saint-Ferréol-des-Côtes | 63341      | Saint-Ferréolois | 15,03            | 541 (2014)                        | 36                 |
| Thiolières              | 63431      | Thioliérois      | 5,30             | 167 (2014)                        | 32                 |
| Valcivières             | 63441      | Cheveyrands      | 32,96            | 209 (2014)                        | 6,3                |

### Démographie
| 1968   | 1975   | 1982   | 1990  | 1999  | 2008  | 2013  |
| ------ | ------ | ------ | ----- | ----- | ----- | ----- |
| 10 135 | 10 070 | 10 160 | 9 973 | 9 923 | 9 560 | 9 348 |

| Hommes | Classe d’âge | Femmes |
| ------ | ------------ | ------ |
| 0,8    | 90 ans ou +  | 2,9    |
| 9,6    | 75 à 89 ans  | 15,4   |
| 17,6   | 60 à 74 ans  | 18,7   |
| 23,4   | 45 à 59 ans  | 22,2   |
| 17,4   | 30 à 44 ans  | 16     |
| 14,7   | 15 à 29 ans  | 11,9   |
| 16,5   | 0 à 14 ans   | 12,9   |

| Hommes | Classe d’âge | Femmes |
| ------ | ------------ | ------ |
| 0,5    | 90 ans ou +  | 1,5    |
| 7      | 75 à 89 ans  | 10,6   |
| 16     | 60 à 74 ans  | 16,6   |
| 20,8   | 45 à 59 ans  | 20,1   |
| 19,5   | 30 à 44 ans  | 18,1   |
| 19     | 15 à 29 ans  | 17,5   |
| 17,1   | 0 à 14 ans   | 15,6   |

## Politique et administration
La communauté de communes est instituée pour une durée illimitée.
L'adhésion de la communauté de communes à un syndicat mixte est décidée par le conseil communautaire statuant à la majorité simple.
Elle adhère ainsi au syndicat intercommunal à vocations multiples (SIVOM) de l'arrondissement d'Ambert, pour l'enlèvement des ordures ménagères, ainsi qu'au syndicat mixte de la ligne ferroviaire.

### Siège
La communauté de communes siège à Ambert.

### Les élus
La communauté de communes est gérée par un conseil communautaire composé de 31 membres représentant chacune des communes membres.
Leur répartition est la suivante : douze délégués pour Ambert, six pour Job, quatre pour Saint-Ferréol-des-Côtes, trois pour La Forie et deux pour les autres communes. Ainsi l'ensemble du territoire est représenté. Le conseil se réunit environ une fois par mois.
Le conseil élit en son sein un bureau composé du président, des trois vice-présidents et de trois autres membres. Les trois autres membres sont des élus des trois autres communes pour ainsi assurer la représentativité territoriale.

### Présidence
Le bureau du conseil de communauté comprend :
- Président : Guy Gorbinet
- Premier vice-président : Guy Ducoing
- Deuxième vice-président : Lionel Zwenger
- Troisième vice-président : Jean Béal
- autres membres du Bureau :
  - Mireille Chartoire, maire de Champétières,
  - Alain Chantelauze, maire de La Forie,
  - Mireille Fonlupt, maire de Thiolières.

### Compétences

#### Compétences obligatoires

##### Aménagement de l'espace communautaire - Président de la commission Lionel Zwenger
- Le schéma de cohérence territoriale.
- Les schémas de secteur.
- Étude et création d'une ou plusieurs zones d'aménagement concerté (ZAC) à usage industriel, artisanal et commercial, d'intérêt communautaire c'est-à-dire lorsque sa superficie est supérieure à un hectare et qu'elle est destinée à plus de 75 % à l'activité économique.
- Mise en œuvre de la politique de Pays. À cette fin elle contractualise avec l'État, le Conseil régional et le Conseil Général. Elle peut conventionner avec un autre EPCI ou une association « chef de file » qui sera chargée de la maîtrise d'ouvrage d'une opération intercommunautaire, dans les domaines de compétence définis par les présents statuts.
- Valorisation des cours d'eau et des berges d'intérêt communautaire suivants.

1. Rivière Dore. Les actions inter-communautés de lutte contre les pollutions de l'eau et de sauvegarde du patrimoine naturel ; la communauté sera l'interlocuteur unique lorsqu'un tel programme touche tout ou partie du territoire communautaire.
2. Instruction des dossiers d'action de reconquête paysagère (déboisement, dessouchage...) dans le cadre de la procédure initiée par le Conseil Général.
3. Coordination des politiques en matière de boisements. La communauté de communes a pour mission, après la définition par les communes de zonage de boisement, de mettre en cohérence le projet avec la règlementation ou les projets des communes ou communautés de communes limitrophes.
4. Aménagement des espaces publics, réhabilitation des sites déclarés d'intérêt communautaire soit des sites naturels susceptibles de produire des retombées touristiques et économiques sur l'ensemble du territoire. Les aménagements seront limités à des travaux de voirie et de signalétique.

Sont reconnus comme sites d'intérêt communautaire :
1. Le mont Chouvet
2. Le col des Supeyres
3. Le mont Cornillon
4. Le rocher de la Volpie

- Schéma communautaire d'aménagement et de desserte forestière et agricole.
- Élaboration et suivi d'une charte paysagère.

##### Action de développement économique
Aménagement, extension, entretien et gestion de toutes les zones d'activités industrielles, commerciales, tertiaires, artisanales ou touristiques qui sont d'intérêt communautaire c'est-à-dire créées à compter du 1er janvier 2000.
Les actions de développement économique suivantes :
- Dans le domaine industriel, commercial, tertiaire et artisanal :

1. Création d'immobilier d'entreprise d'intérêt communautaire : (La construction de bâtiments neufs et la réhabilitation de locaux dont la superficie consacrée aux activités de l'entreprise est supérieure à 100 m2)
2. Coordination et gestion des procédures visant à conforter le tissu économique (Contrat Local de Développement, Opérations de restructuration de l'Artisanat et du Commerce...).
3. Gestion et étude des projets d'implantation éoliens, en cohérence avec le schéma de développement régional, définition des zones de développement éolien, création et gestion de parcs éoliens.
4. Représentation du territoire dans les structures de promotion des services publics et privés (Cap' actif, Plate forme d'initiative locale...).

- Dans le domaine agricole :

1. Soutien à l'organisation de marchés de produits du terroir.
2. Mise en place et gestion des Labels montagne

- Dans le domaine touristique :

1. Élaboration des projets de développement touristique, participation à la promotion du territoire et à la commercialisation des produits touristiques d'intérêt communautaire, soit ceux concernant au moins deux communes du territoire.
2. Information et animation touristique locale.
3. L'exercice de ces compétences peut être partiellement ou totalement confié à l'agence locale du tourisme, et, ou à l'office intercommunal de tourisme, par convention.
4. Création et gestion d'hébergement touristique d'intérêt communautaire, soit des hébergements pouvant accueillir au minimum 20 personnes dans un même immeuble.
5. La création et la gestion de pistes de ski de fond, de traineau à chiens, de raquettes à neige et toutes autres activités de neige prévues à l'article L 2333-81 du CGCT, ainsi que les équipements liés à ces pratiques sportives.
6. Actions de développement touristique et mise en valeur du patrimoine de montagne sur les crêtes du Haut-Forez.

- Équipements ferroviaires :

1. Contribution au développement de l'utilisation des équipements ferroviaires, tant dans le domaine touristique que dans le domaine du Fret.

#### Compétences optionnelles

##### Politique du logement et cadre de vie
- Politique du logement social d'intérêt communautaire, soit :

1. Les programmes de créations de plus d'un logement social dans les communes dont la population est inférieure ou égale à 999 habitants.
2. Les programmes de création de plus de deux logements sociaux dans les communes dont la population va de 1 000 à 6 999 habitants.
3. Les programmes de création de plus de quatre logements sociaux dans les communes dont la population est égale ou supérieure à 7 000 habitants.

- Politique du logement d'intérêt communautaire, soit :

1. Les programmes de création de plus de deux logements dans les communes dont la population est inférieure ou égale à 999 habitants.
2. Les programmes de création de plus de trois logements dans les communes dont la population va de 1 000 à 6 999 habitants.
3. Les programmes de création de plus de cinq logements dans les communes dont la population est égale ou supérieure à 7 000 habitants.

- Actions par des opérations d'intérêt communautaire en faveur du logement des personnes défavorisées, soit :

1. Gestion du logement d'urgence tel que défini dans le cadre de l'article 8 des statuts de la communauté de communes.

- Mise en place d'une politique d'aide à la rénovation des façades des particuliers (Conseils et subventions).
- Coordination et gestion des procédures concourant à l'amélioration de l'habitat (OPAH, PLH, PIG...).

##### Protection et mise en valeur de l'environnement
- Élimination et valorisation des déchets des ménages et déchets assimilés à savoir la collecte, le traitement et le tri des ordures ménagères.
- Élimination et valorisation des déchets industriels banals et déchets assimilés, à savoir la collecte, le traitement et le tri des déchets industriels banals.
- La suppression et la réhabilitation des décharges sauvages.
- La création et la gestion des déchèteries.
- Les actions de sensibilisation et d'information sur le tri (population, scolaire...).

##### Création, aménagement et entretien de voirie d'intérêt communautaire
- Création, aménagement et entretien de la voirie d'accès aux bâtiments communautaires et aux zones d'activité communautaire à partir de la voie publique (communale ou départementale) la plus proche.
- Création, aménagement et entretien de toute nouvelle route d'accès aux sites et espaces publics communautaires tel que défini dans le cadre de l'article 3 alinéa 9 des présents statuts.

##### Développement, aménagement et équipements culturels et sportifs d'intérêt communautaire
- Construction et aménagement des équipements sportifs d'intérêt communautaire, soit :

1. Le centre omnisports Régional Ambert Livradois.
2. Les aires de jeux de Thiolières, Job et La Forie.
3. La salle d'activité sportive de Saint-Ferréol-des-Côtes.
4. La salle d'activité sportive de Job.
5. Le centre d'équitation de Job.

Entretien et gestion des équipements communautaires.
- Construction et aménagement des équipements culturels d'intérêt communautaire, soit :

1. La médiathèque Alexandre Vialatte.

Entretien et gestion des équipements communautaires.

##### Action sociale d'intérêt communautaire
Pour exercer tout ou partie des compétences suivantes, la communauté peut créer un centre intercommunal d'action social auquel elle transfèrera ses compétences.
- Animation d'une action générale de prévention et de développement social.
- Instruction des demandes d'aide sociale légale.
- Banque alimentaire.
- Bons alimentaires et secours d'urgence.
- Logement d'urgence.

Pour les enfants :
- Politique d'aide à l'information de la jeunesse.
- L'exercice de ces compétences peut être partiellement ou totalement confié à un point info jeunes par convention.

Pour les personnes âgées :
- Aide au maintien à domicile des personnes âgées : mise en place d'un service de portage de repas à domicile.
- Animations d'intérêt communautaire suivantes à destination des personnes âgées : matinée récréative et animation de fin d'année des maisons de retraite et du long séjour du centre hospitalier.
- Recensement des autres besoins des personnes âgées.

#### Compétences facultatives

##### Actions de développement culturel et sportif
- Définition d'une politique culturelle, sportive et de loisirs.
- Aide aux associations pour l'organisation de manifestations culturelles et sportives sur le territoire de la Communauté de Communes. Gestion du Point Service Association et Communication, afin de soutenir la vie associative et de disposer des moyens nécessaires pour répondre à l'obligation légale d'information de la Communauté de Communes.
- Gestion du fonctionnement de la médiathèque Alexandre Vialatte.

### Régime fiscal et budget
La communauté de communes a décidé la mise en place de la taxe professionnelle unique (TPU) en 2001. En instituant la TPU, le but poursuivi est de neutraliser les inégalités et les concurrences entre les communes et de faire de cet impôt un instrument privilégié d'aménagement du territoire et de péréquation locale.
Le budget de la communauté de communes se décompose en deux sections : fonctionnement et investissement.
| Année | Budget Fonctionnement | Budget Investissement |
| ----- | --------------------- | --------------------- |
| 2006  | 2 300 000 €           | 4 000 000 €           |
| 2007  | 2 615 000 €           | 4 000 000 €           |
| 2008  | 3 000 000 €           | 1 955 000 €           |

## Services gérés
1. La médiathèque Alexandre Vialatte
2. Un service « Animations »
3. Le portage des repas à domicile. Ce service est assuré pour les personnes de plus de 65 ans ou personnes handicapées sur l'ensemble de la Communauté de communes et permet la distribution d'environ 100 repas par jour (tous les jours sauf le dimanche et les jours fériés).
4. Le Point Service Associations Communications, service assurant un soutien technique et logistique aux associations et aux manifestations locales. L'idée de ce service est née dans l'esprit des élus actuels, attachés à la vie associative, déjà très riche et très active sur le territoire. Conscients des difficultés rencontrées par les bénévoles pour faire fonctionner leur association, l'équipe municipale crée ainsi le Point-Service Association dès 1996, afin qu'ils puissent trouver dans un même lieu, renseignements et outils qui simplifient l'organisation de leurs activités ou manifestations.

Depuis 2001, il est devenu un service de la Communauté de Communes du Pays d'Ambert afin de satisfaire au mieux toutes les associations.
Le Point-Service Associations conjugue diverses fonctions :
- Animer un lieu d'accueil des associations et du public (ce dernier peut s'informer au sujet des activités existantes, ou bien sur les démarches à accomplir pour fonder sa propre association).
- Concevoir tracts, affiches et dossiers pour les associations.
- Permettre la diffusion de documents, grâce à un photocopieur bien sûr, mais également un duplicopieur (qui permet de reproduire un document en grande quantité en un temps réduit).
- Gérer l'emploi du temps des salles et le prêt des matériels municipaux.
- Assurer une aide au secrétariat.
- Devenir un siège de correspondance pour les associations.

Le volet « Communication » est rempli :
- Par la mise à jour annuelle d'un livret des associations distribué gratuitement.
- Par l'organisation d'un forum tous les 2 ans.
- Par la gestion du site internet de la communauté de communes.

## Partenariats
La communauté de communes s'inscrit :
- Dans le cadre du territoire de projet : Pays d'Ambert Livradois Dore Forez qui préfigure le futur pays qui à terme, devrait regrouper Thiers et Ambert. Une association regroupant six communautés de communes de l'arrondissement dont l'objectif est de coordonner les actions et d'être l'interlocuteur de la région Auvergne dans le cadre de ses contrats régionaux de développement durable du territoire.
- Dans le périmètre du parc naturel régional Livradois-Forez avec qui elle coordonne ses politiques liées à la protection des espaces naturels et la valorisation des espaces Natura 2000 présents sur son territoire (« Rivières à moules perlières », « Monts du Forez », « Rivières Dore/Faye/Couzon »).

### Sources
- Communauté de communes du Pays d'Ambert
- Base nationale sur l'intercommunalité (page consultée le 5 décembre 2015).
- Le SPLAF - (Site sur la Population et les Limites Administratives de la France)